# Age of Consent
Age of Consent is een Australische dramafilm uit 1969 onder regie van Michael Powell.

## Verhaal
Een getormenteerde kunstenaar zoekt de stilte van het Groot Barrièrerif op in Australië. Hij wordt er geïnspireerd door een mooie, jonge vrouw. Hij kan haar overhalen om naakt voor hem te poseren.

## Rolverdeling
| Acteur           | Personage       |
| ---------------- | --------------- |
| James Mason      | Bradley Morahan |
| Helen Mirren     | Cora            |
| Jack MacGowran   | Nat Kelly       |
| Neva Carr-Glynn  | Ma Ryan         |
| Andonia Katsaros | Isabel Marley   |
| Michael Boddy    | Hendricks       |
| Harold Hopkins   | Ted Farrell     |
| Slim DeGrey      | Cooley          |
| Max Meldrum      | Tv-journalist   |
| Hudson Faucett   | New Yorker      |
| Peggy Cass       | Zijn vrouw      |
| Eric Reiman      | Kunstliefhebber |
| Frank Thring     | Godfrey         |
| Tommy Hanlon jr. | Levi-Strauss    |
| Dora Hing        | Receptioniste   |